# ニコン
株式会社ニコン（英: Nikon Corporation）は、東京都品川区に本社を置く、日本の光学機器メーカー。カメラ、双眼鏡、望遠鏡、顕微鏡、ステッパー、メガネ、測定機、測量機、光学素材、ソフトウェアなど光学関連装置の大手メーカーであり、三菱グループの一員。三菱金曜会 および三菱広報委員会 の会員企業である。日経平均株価および読売株価指数の構成銘柄の一つ。

## 社名
現在の社名「ニコン（Nikon）」は、元は、戦後に参入した35 mmフィルムカメラの商品名ないしブランド名である（ニコンのレンジファインダーカメラ製品一覧#ニコンSシリーズを参照。後続のモデルとの区別のため現代では「ニコンI型」といわれることが多い）。アメリカ合衆国では「ナイコン」と発音されているが、他では「ニコン」の発音が主流である。

## 社史

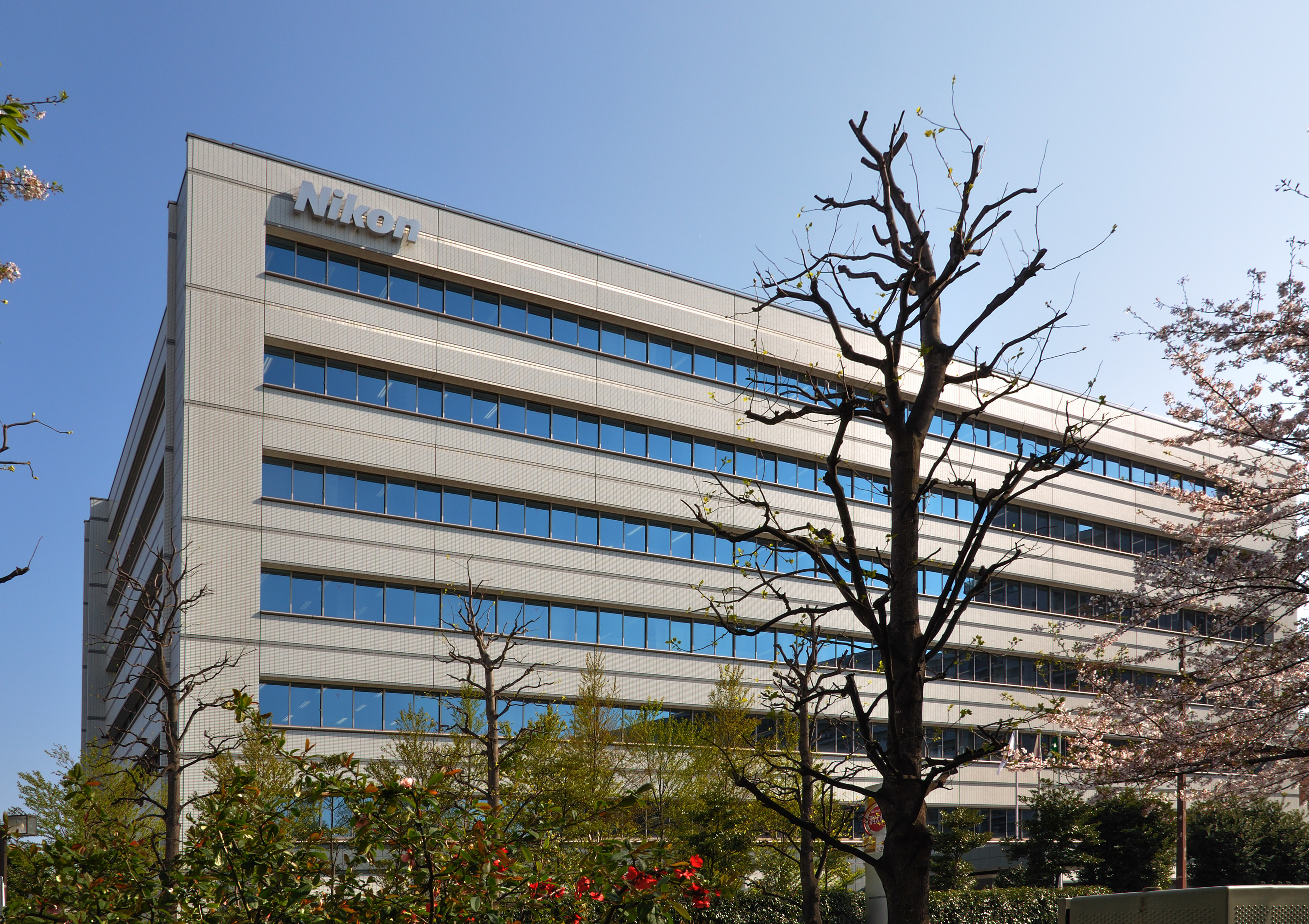
本社ウエストサイト

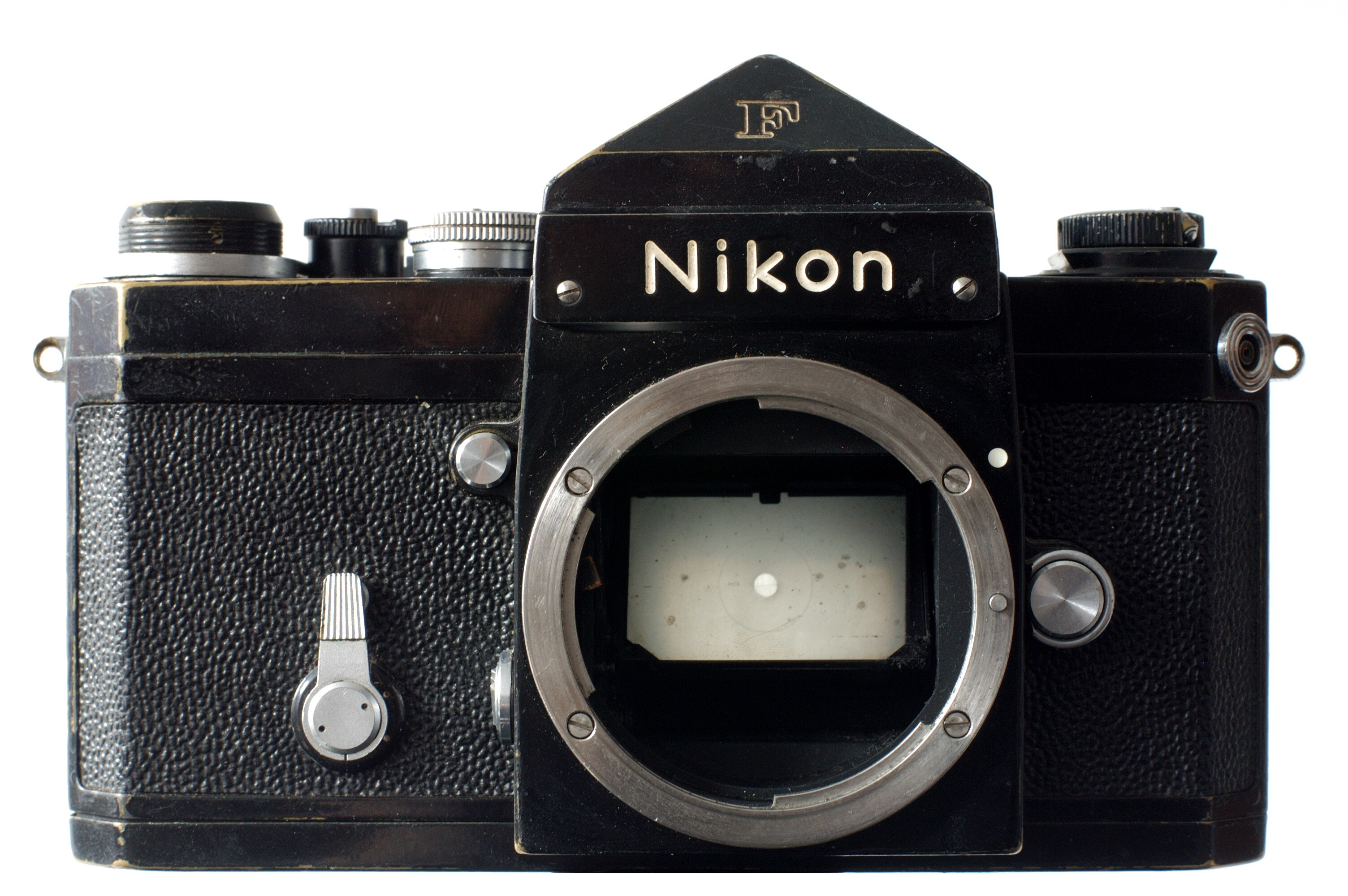
ニコンF（1959年）

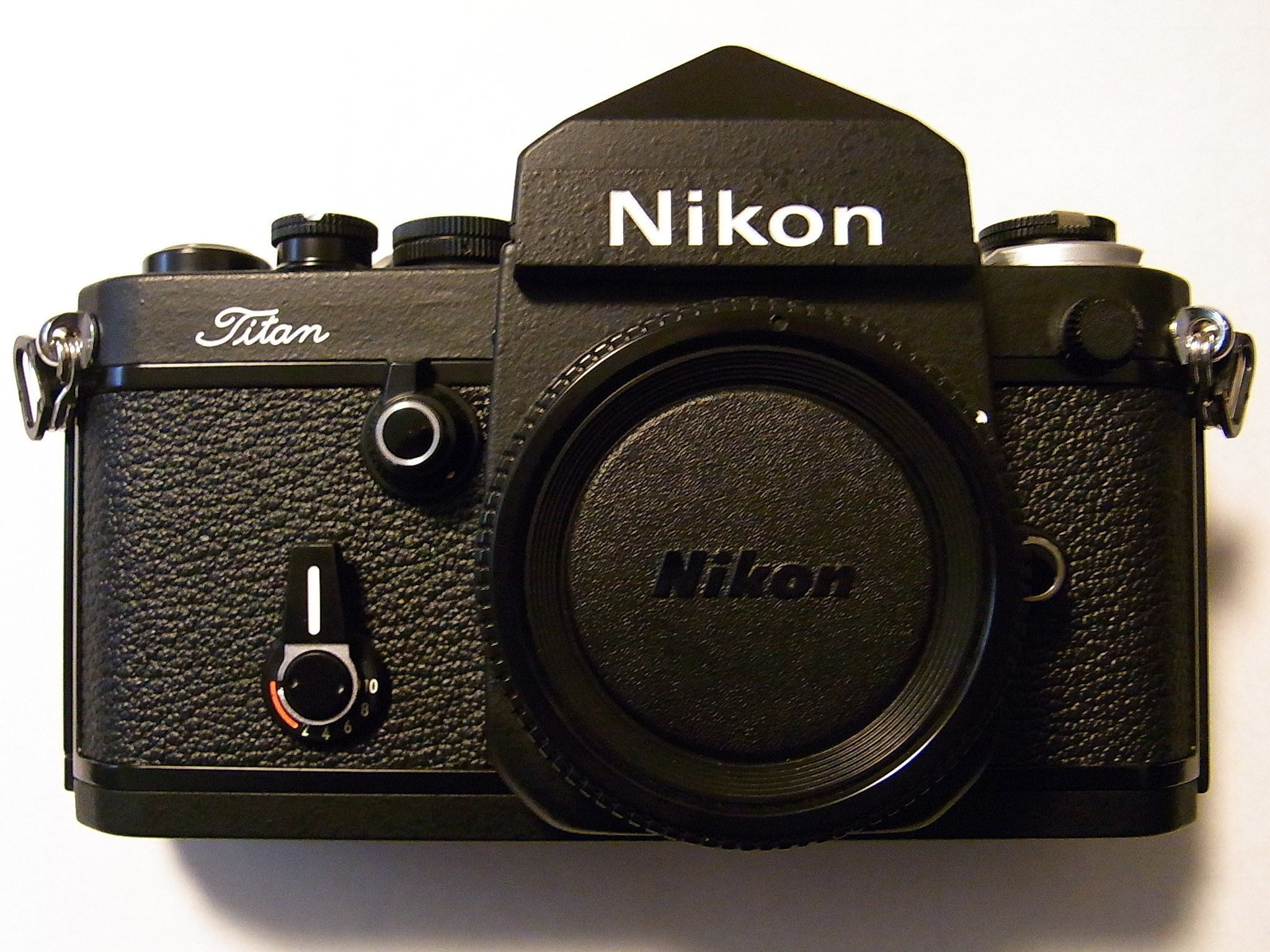
ニコンF2チタン

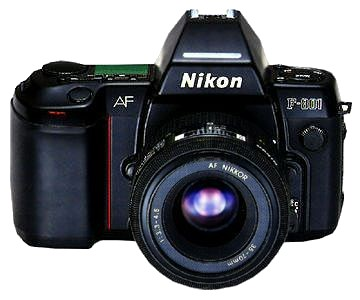
ニコンF801（1988年）

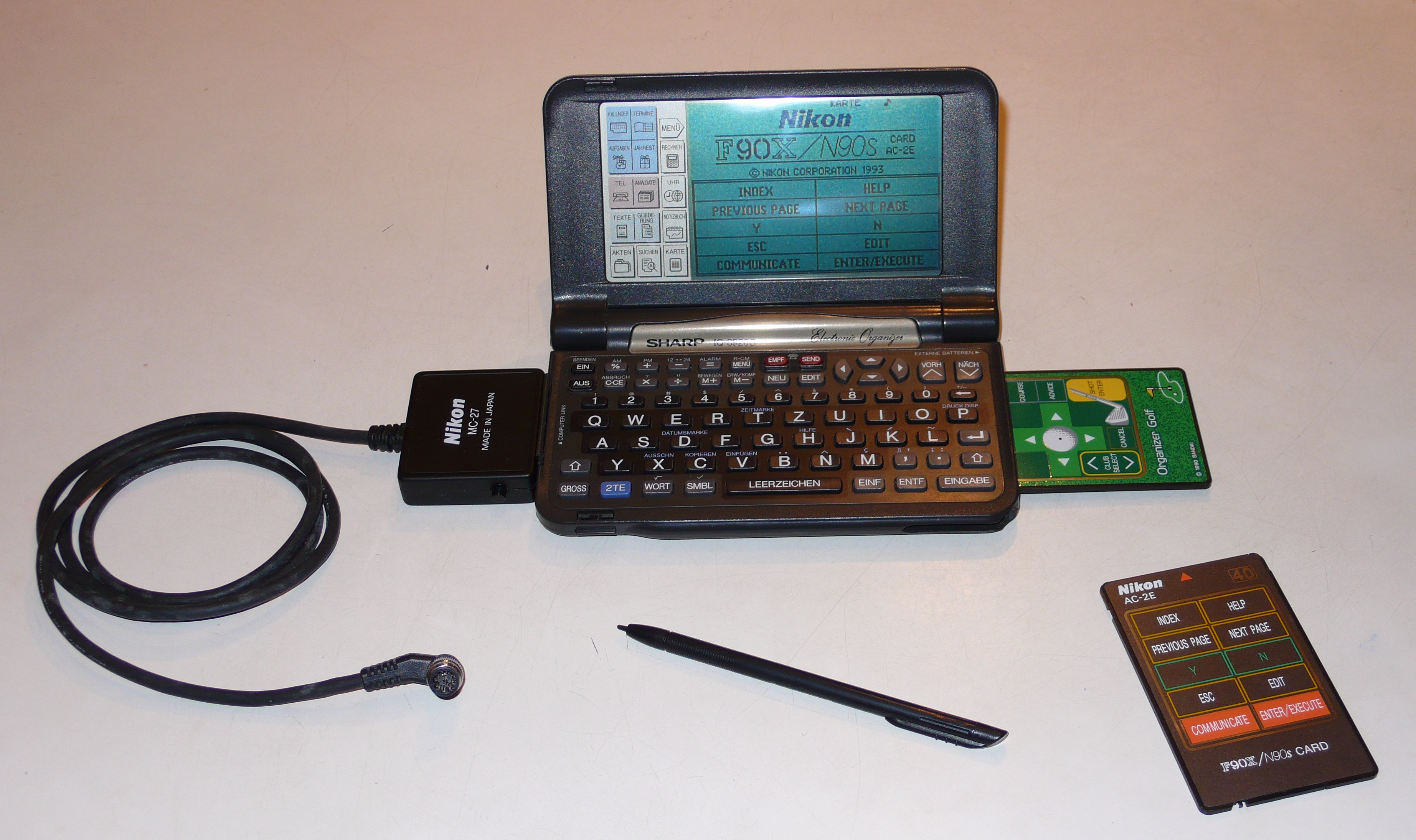
ニコンAC-2Eデータリンクシステム（1993年）

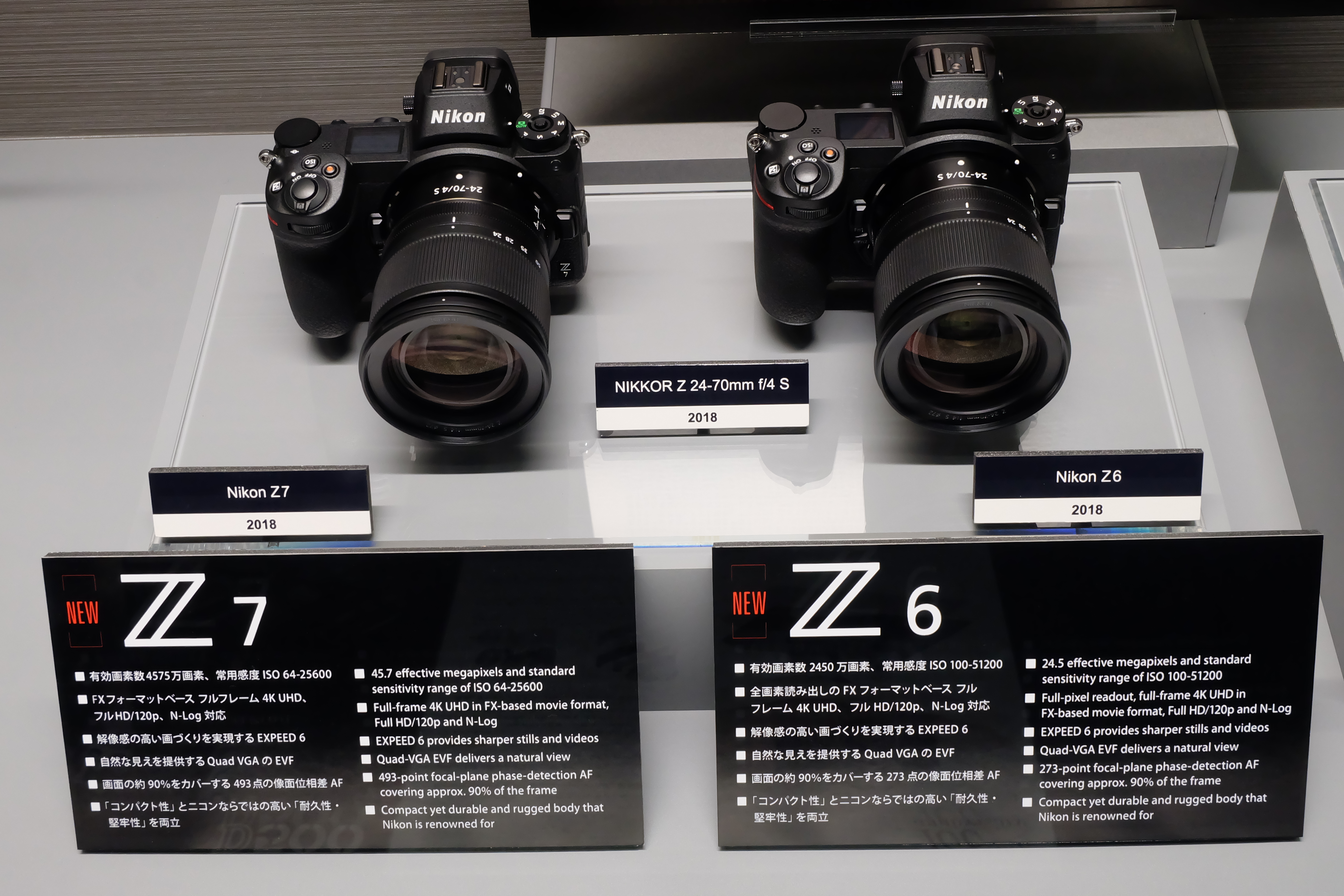
フルサイズミラーレス Z 7とZ 6

- 1917年（大正6年）7月 - 光学兵器の国産化を目的として、東京計器製作所光学部・岩城硝子製造所の反射鏡部門を統合し、岩崎小彌太の個人出資により「日本光學工業株式會社（日本光学工業株式会社、にっぽんこうがくこうぎょう）」を設立[10]。本社は東京計器製作所内[11]。
  - 12月 藤井レンズ製造所を買収[12]。旧・藤井レンズの技術を承継し、民生用双眼鏡の製造を開始。
- 1921年（大正10年）1月 - ドイツ人技師8名を招聘し光学技術を向上させる[13]。
  - ニコンで初めて開発、設計、製造のすべてを行った双眼鏡のひとつ「ミクロン4×、6×」発売[14]。
- 1923年（大正12年） - 東京砲兵工廠が関東大震災で被災したため、以降は大日本帝国陸軍向け光学兵器の開発も担当する[15]。設立当初は大日本帝国海軍系企業として、それまでは主に艦艇用光学兵器を開発していたが、ワシントン海軍軍縮条約の影響で、当時は経営不振となっていた本社の再建に繋がっている。
  - 11月 - 狙撃銃用試製眼鏡（狙撃眼鏡）試作。
- 1930年代以降は陸軍造兵廠東京工廠（東京第一陸軍造兵廠）・東京光学機械（現・トプコン）・高千穂光学工業（現・オリンパス）・東京芝浦電気（現・東芝）・富岡光学器械製作所（後の京セラオプテック）・榎本光学精機（現・富士フイルム[注釈 3]）などとともに主に日本軍の光学兵器を開発・製造する。なかでも陸軍系の企業である東京光学とは軍需光学機器製造の双璧として「陸のトーコー・海のニッコー」とも謳われていた。
- 1932年（昭和7年） - 写真レンズの商標を「ニッコール」(Nikkor)と決定[16][11]。
- 1933年（昭和8年） - 分隊長向け九三式双眼鏡開発。低コストかつ小型で優れた双眼鏡として、第二次世界大戦終戦にいたるまで陸軍主力官給双眼鏡となる。
  - 九一式高射装置完成。
- 1938年（昭和13年）2月 - 九七式狙撃銃用九七式狙撃眼鏡制式制定。
- 1941年（昭和16年）5月 - 九九式狙撃銃・短狙撃銃用九九式狙撃眼鏡完成。
  - 倒分像立体視式十五米二重測距儀完成、戦艦大和に搭載。
- 1945年（昭和20年） - 太平洋戦争終結に伴い、主として民生品の生産に転換[17]。6×6 cm判二眼レフカメラ、35 mmカメラの製造を検討[18]。
- 1946年（昭和21年） - 35 mmカメラの名を「ニコン」(Nikon)と決定[19][20]。後にブランド名となる。
- 1946年 - 眼鏡レンズ「ポインタール」発売[20]。
- 1948年（昭和23年） - 「ニコン」（後に「ニコンI」と呼ばれる）を香港に初出荷。画面サイズは24×32 mm[21]のいわゆるニホン判。
- 1950年（昭和25年） - ライフ誌のデビッド・ダグラス・ダンカン、ハンク・ウォーカー（英語版）は、ニッコールを朝鮮戦争の取材に携行、ニューヨーク・タイムズにその優秀性を報告する[22]。
- 1951年（昭和26年） - 「ニコンS」を発売[23]。
- 1951年（昭和26年） - 皇居の生物学御研究所に顕微鏡と万能投影機を献上[24]。
- 1952年（昭和27年） - ニッコールクラブ設立[25][20]。
- 1953年（昭和28年） - 後に多くの日本製カメラを扱うようになるジョセフ・エーレンライク（英語版）が、アメリカ合衆国での販売を担当する[26]。
- 1954年（昭和29年） - 実体顕微鏡SM型[20]、レベルE型を発売。
- 1957年（昭和32年） - 「ニコンSP」を発売[20][23]。2016年現在では「ライカM3」にならぶ名機として高い評価を得ている。
- 1959年（昭和34年） - ライカ判一眼レフカメラ「ニコンF」を発売[20]。「ニコンSP」をベースに設計された、最初のプロ用一眼レフカメラ。このとき採用された「ニコンFマウント」は同社レンズの標準規格として以後使用され続けることになる。
- 1961年（昭和36年） - 8ミリカメラ「ニコレックス-8」を発売[27]。
- 1962年（昭和37年） - 国産初の大型天体望遠鏡「91cm反射望遠鏡」を東京天文台（現国立天文台）岡山天体物理観測所に設置。フォトマスク製作用レンズ「ウルトラマイクロニッコール105mmF2.8」を発売。ラ・スピロテクニーク（英語版）と技術提携。
- 1963年（昭和38年） - ラ・スピロテクニークのレンズ交換式水中カメラ、カリプソをほぼそのまま「ニコノス」として発売。
- 1964年（昭和39年） - 陸上自衛隊に64式7.62mm狙撃銃用の狙撃眼鏡（アメリカ製M84のコピー品）を納入。
- 1968年（昭和43年） - 創立50周年を記念して銀座三丁目にニコンサロンを開設。
- 1971年（昭和46年） - ライカ判一眼レフカメラ「ニコンF2」発売[20]。世界初の一眼レフ用オートフォーカスレンズ「AFニッコール80mmF4.5」を試作。精密光波測距装置「MND-2」発売[20]。
- 1974年（昭和49年） - 東京天文台木曾観測所に「105cm シュミット式望遠鏡」設置。
- 1980年（昭和55年） - 日本初のLSI製造用ステッパー「NSR-1010G」を発売[28]。
  - ライカ判一眼レフカメラ「ニコンF3」発売[28]。
  - 「ニコンF3」を元にしたスペースシャトル用ライカ判一眼レフカメラをNASAに納入[28]。
- 1982年（昭和57年） - カラービデオカメラ「S-100」を発売。ウェハ検査顕微鏡装置「OPTISTATION」（オプチステーション）発売[28]。
- 1984年（昭和59年） - 35 mmダイレクト電送装置「NT-1000」を発売[28]。報道機関むけ。
  - MO、MO再生装置の開発を発表。
- 1986年（昭和61年） - テレビカメラ用レンズ「TVニッコールレンズ S15×9」発売。
- 1987年（昭和62年） - X線ステッパー「SX-5」発売。
- 1988年（昭和63年） - 商号を「株式会社ニコン」(Nikon)に変更[28]。電子スチルカメラ「QV-1000C」を発売。
  - ライカ判オートフォーカス一眼レフカメラ「ニコンF4」発売。
- 1990年（平成2年） - タイ王国に、Nikon Thailand Co., Ltd.設立。
- 1992年（平成4年） - 世界初で唯一のオートフォーカス一眼レフ水中カメラ「ニコノスRS」を発売。
- 1995年（平成7年） - 一眼レフタイプのデジタルカメラ「ニコンデジタルスチルカメラE2/E2s」を富士フイルムと共同開発[28]。
- 1996年（平成8年） - ライカ判オートフォーカス一眼レフカメラ「ニコンF5」発売。
- 1997年（平成9年） - コンパクトタイプのデジタルカメラ「COOLPIX 100」発売[28]。
- 1999年（平成11年） - デジタル一眼レフカメラ「ニコンD1」発売[29]。
  - ニコン熊谷工場で偽装請負を強いられていた派遣労働者が自殺。のちに損害賠償請求が最高裁で確定判決。
- 2000年（平成12年） - オランダにNikon Holdings Europe B.V.を設立。
- 2001年（平成13年） - マレーシアにNikon Sdn.Bhd.を設立。
- 2002年（平成14年） - 中国に尼康光学儀器有限公司を設立。
- 2003年（平成15年） - ニコンのすべての製作所がゼロ・エミッション達成。ポーランドにNikon Polska sp.z.o.o.を設立。中国上海に尼康儀器有限公司を設立。
- 2004年（平成16年） - ライカ判オートフォーカス一眼レフカメラ「ニコンF6」発売[29]。
- 2006年（平成18年） - デジタルカメラ事業に経営資源を集中するため、フィルムカメラ関連事業を大幅縮小。
  - アルジェリアで開かれた国連子供環境ポスター原画コンテストの授賞式で、ニコンは入賞者となった12歳のキューバ人少年に、賞品のカメラに米国製部品が含まれており、米国によるキューバ経済制裁に抵触するという理由で賞品を送らなかったが、のちに代替品を送ったと報じられている[30]。
- 2007年（平成19年） - デジタル一眼レフカメラ「D3」発売。
- 2008年（平成20年） - デジタル一眼レフカメラ「D700」「D3x」発売。
  - 世界初の動画撮影を実現したデジタル一眼レフカメラ「D90」を発売。
- 2009年（平成21年） - デジタル一眼レフカメラ「D3」がドイツのiFプロダクトデザイン賞を受賞。
  - デジタル一眼レフカメラ「D3s」を発売。
- 2010年（平成22年） - デジタル一眼レフカメラ「D7000」発売。
- 2011年（平成23年） - ニコン初のレンズ交換式アドバンストカメラ「Nikon 1」発売[29]。
  - タイ王国のアユタヤ工場の一階部分が水害により水没し、アユタヤ工場で生産されているカメラ（D3100、D5100、D7000、D300s）が一時生産不能に。
- 2012年（平成24年） - デジタル一眼レフカメラ「D4[29]」「D800」「D800E」「D600」発売。
  - デジタル一眼レフカメラ「D800」「D800E」が35 mmフィルムサイズに準じた撮像素子搭載のレンズ交換式デジタル一眼レフカメラにおいて当時世界最高となる3630万画素を達成。
- 2013年（平成25年） - デジタル一眼レフカメラ「D610」「D7100」「D5300」、レンズ交換式アドバンストカメラ「Nikon 1 S1」発売。
- 2014年（平成26年） - デジタル一眼レフカメラ「D4S」、レンズ交換式アドバンストカメラ「Nikon 1 V3」発売。
  - 11月25日 - 本社を新有楽町ビルヂングから港区港南の品川インターシティに移転。2015年以降大井製作所の一部部門や関連会社も移転するほか、登記上の本店も2015年6月26日開催の定時株主総会で承認を受けた上で同日に移転した[31]。
- 2015年（平成27年）10月17日 - 2017年の創業100周年を記念し、本社2階にニコンの歴史・製品・技術を展示する初の施設「ニコンミュージアム」を開設[32]。
- 2016年（平成28年） - デジタル一眼レフカメラ「D5」「D500」「D5600」「D3400」発売。
  - 社内の構造改革のため、1000名程度の希望退職者を募集すると発表[33]。
  - 英国のMark Roberts Motion Control Limitedを完全子会社化[29]。
  - ニコン初のアクションカメラ「KeyMission 360」「KeyMission 170」「KeyMission 80」発売[29]。
- 2017年（平成29年） - 希望退職者に1143名の応募があったと発表[34]。
  - 2016年夏に発売予定だったが、その後発売時期を未定としていた[35] コンパクトカメラ「DLシリーズ」の発売中止を決定[36]。
  - デジタル一眼レフカメラ「D7500」「D850[29]」発売。
  - 10月30日 - コンパクトデジカメの不振により、中国江蘇省の工場の操業停止を発表[37]。
  - 株式会社黒羽ニコンを株式会社栃木ニコンに吸収合併。
- 2018年（平成30年） - FPD製造用露光装置「FX-103S」の販売計画達成、および「D850」の世界的ヒット[38] により、2018年3月期の連結決算にて大幅な増益を達成[39]。
  - レンズ交換式アドバンストカメラ「Nikon 1」シリーズの生産・販売を終了。
  - デジタル一眼レフカメラ「D3500」発売。
  - 新設計の「Zマウント」と、ニコン初の35 mmフルサイズセンサー搭載のミラーレス一眼カメラ「Z 7[29]」「Z 6」発売。
- 2019年（令和元年） - レンズ交換式デジタルカメラ市場の縮小に伴い、2019年3月期の連結決算にて映像事業の減収を発表。
  - ニコン初の光加工機「Lasermeister 100A」発売。
  - APS-Cセンサー搭載のミラーレス一眼カメラ「Z 50」発売。
  - Zシリーズミラーレスカメラのフラッグシップレンズである「NIKKOR Z 58mm f/0.95 S Noct」発売。
  - ニコンプラザ名古屋の業務終了を発表。
  - 各アウトレットモールに展開していたニコンダイレクトストアの全店が閉店[40]。
- 2020年（令和2年） 
  - デジタル一眼レフカメラ「D780」発売。
  - 新型コロナウイルス感染症のためデジタル一眼レフカメラ「D6」の発売を5月に延期。
  - 業績悪化を受け、宮城県の拠点でカメラ本体の生産をやめ、タイ工場に集約する方針を明らかにした。また、海外では生産や販売を中心に2000人超の人員削減を発表[41]。
  - 「ニコンプラザ銀座」と「ニコンプラザ新宿」を統合し、「ニコンプラザ東京」としリニューアルオープン。
- 2021年（令和3年）
  - Zシリーズミラーレスカメラのフラッグシップカメラである「Z 9」の開発を発表。
- 2022年（令和4年）
  - 一眼レフカメラの新規開発を停止していることを発表[42]。なお一部報道では一眼レフカメラの開発から「撤退」と表現していたが[43]、それに対しニコンは「憶測によるものであり、当社が発表したものではない。」とコメントしている[44][45]。
  - Zシリーズミラーレスカメラ初のVlogカメラ「Z 30」発売。
- 2023年（令和5年）
  - Zシリーズミラーレスカメラ「Z 8」発売。
  - 同「Z f」発売。
- 2024年（令和6年）
  - レッド・デジタル・シネマカメラ・カンパニーを完全子会社。シネマ業界に参入できていなかったニコンが参入するための一歩を踏み出す。
  - Zシリーズミラーレスカメラ「Z6III」発売。
  - 7月 - 本社を東京都港区港南から品川区西大井に移転[46]。旧大井製作所の跡地に建設した、新社屋他の稼働を開始。

## 事業

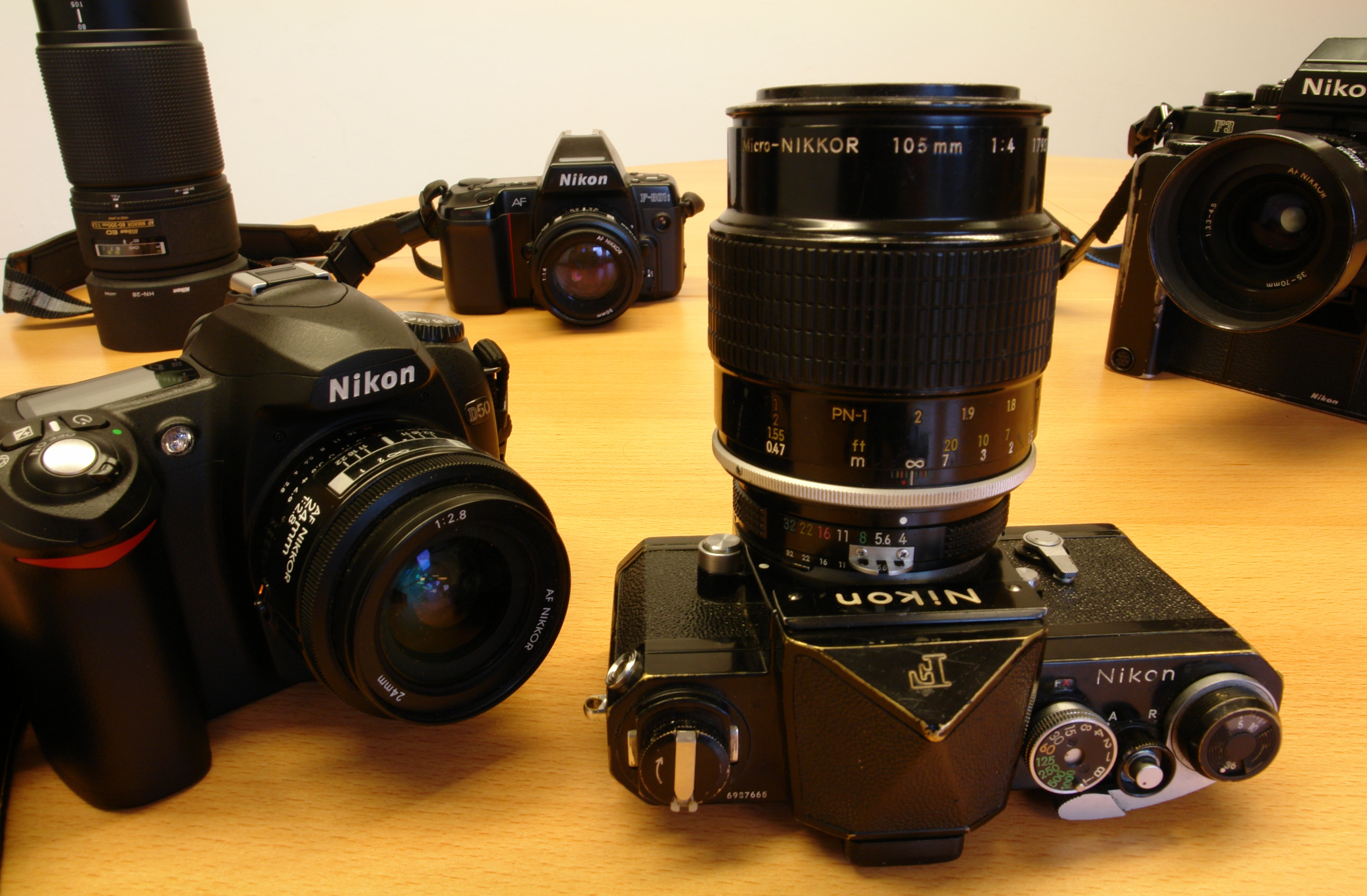
ニコンのカメラ製品

事業規模としては2020年（令和2年）3月期時点でカメラなど映像事業が売上げの38%、半導体製造装置などの精機事業が同40%、顕微鏡などのヘルスケア事業が10%、光学測定器などの産業機器事業が10%となっている。
2010年代以降の映像市場の縮小および半導体露光装置事業の慢性的な赤字という状況に直面し、2015年発表の中期経営計画、および2016年11月より実施した構造改革において、映像事業において高付加価値製品への注力、半導体装置事業の縮小といった「勝てる領域に人材・資本を集中する」事業戦略の見直しを行った。そのため2020年現在は、従来のニコンの主力だった映像事業よりも精機事業の方が売り上げが高く、とりわけ4K液晶・有機ELテレビ製造向けに絶好調のFPD露光装置が会社の利益を支えており、またヘルスケア領域（顕微鏡や細胞受託生産など）などの成長領域にも積極的な投資を行っている。

### カメラ
ライカ判の一眼レフフィルムカメラのニコンFシリーズ、デジタル一眼レフのニコンDシリーズ、コンパクトデジタルカメラのCOOLPIXシリーズ、ミラーレス一眼カメラのニコンZシリーズなどが知られる。詳細は以下『カメラ製品』項目参照。
2006年（平成18年）1月12日、フィルムカメラ部門を大幅に縮小しデジタルカメラ部門に集中することを発表した。当初コンパクトデジタルカメラの一部機種は三洋電機からのOEMによる供給であった。2007年（平成19年）にはデジタル一眼レフカメラはそれまで首位だったキヤノンを抜いて国内年間シェアNo.1となる（BCN調べ）。また、当時シャープから「液晶ビューカム」のOEM供給を受け、「液晶トリム」という商品名でHi8ビデオカメラを発売していた。2011年（平成23年）にニコン初のレンズ交換式アドバンスト（ミラーレス）カメラの「Nikon 1 J1」と「Nikon 1 V1」を発表した。2018年（平成30年）にはフルサイズセンサーのレンズ交換式ミラーレスカメラ「Z 7」「Z 6」を発表。2021年にニコンZシリーズ（ミラーレス一眼カメラ）初のフラッグシップモデル「Z 9」を発売し、同シリーズに注力していく方針を示している。
市場がデジタル一眼レフからミラーレス一眼にシフトしていく中、2019年（平成31年）にはレンズ交換式デジタルカメラのシェア争いで上位2社に猛迫していたソニーに抜かれ、3位に転落した。なお、Nikon1シリーズは2018年7月に全ての機種が旧製品のカテゴリーに移動して事実上の開発終了となっており、フィルムカメラについては事実上の最終機種「ニコンF6」が2020年に販売が終了している。2022年（令和4年）にはデジタル一眼レフカメラの開発を停止していることを発表。
宇宙開発においての長年の採用でも知られる。1971年のアポロ15号における初採用以降、各国の宇宙機関に採用されており、2020年においてはD3SやD5など、2024年においてはZ9の市販モデルが宇宙空間向けの特別な改良を行うことなく採用されている。
ビデオカメラに関しては、2024年にレッド・デジタル・シネマカメラ・カンパニーを子会社化している。

### 天体望遠鏡
受注生産による天文台向け大型望遠鏡や周辺装置を手掛けているほか、一時期、小型で個人むけの屈折式天体望遠鏡を量産していた。

### 双眼鏡

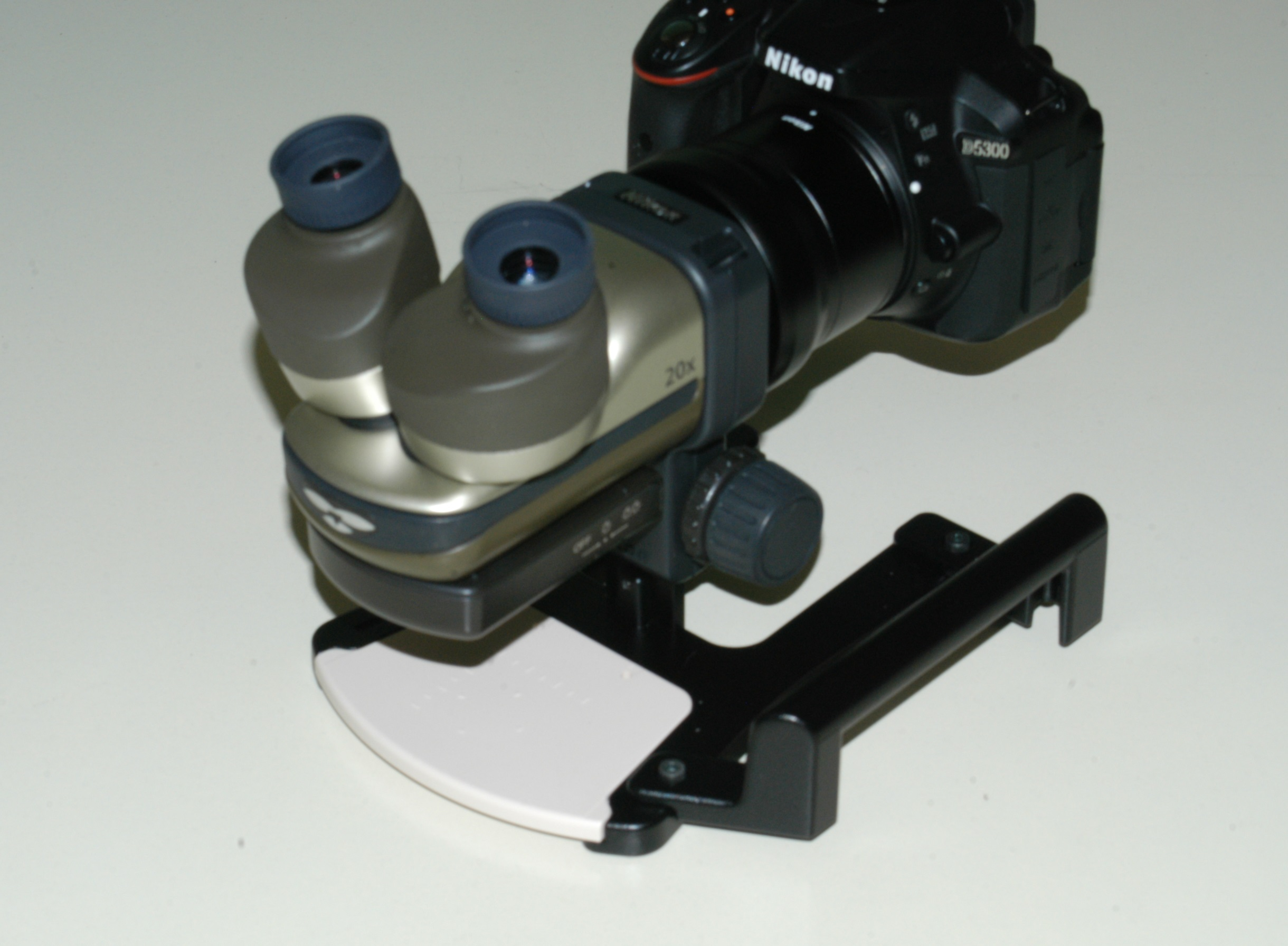
実体顕微鏡ファーブルフォト（カメラ装填状態）

天文、バードウォッチング、船舶など多分野で幅広く使われている。

### 顕微鏡
Fマウント対応で写真撮影が可能な携帯型光学顕微鏡「ネイチャースコープ ファーブルシリーズ」。

### 半導体露光装置
半導体の製造に用いる露光装置であるステッパー（縮小投影型露光装置）を1980年（昭和55年）に日本で初めて製品化し、以後日本および世界市場で事業を行っている。
2019年（令和元年）現在のニコンの半導体露光装置を出荷額ベースのシェアを、光源波長ごとに見た場合、ArF液浸では5.7%、ArFドライでは61.7%、Krfでは2.6%、紫外線を用いたi線では12.8%の市場シェアを持っている。キヤノンがKrFとI線で世界シェア1位、ニコンはArFドライで世界シェア1位、ASMLがEUVとArF液浸で世界シェア1位と、微細化の世代によってメーカーですみ分けている。一方、同年の出荷額ベースのシェアを全体でみた場合、ASMLが81.2%（1位）、キヤノンが11.0%（2位）に対し、ニコンは5.9%（3位）となっている。
半導体露光装置事業は、かつては映像事業と並ぶ経営の柱で、1983年（昭和58年）以後売上高・出荷台数で世界トップとなって、1989年（平成元年）の頃には既に世界シェアが8割超、同事業がニコンの売上高に占める比率は約4割になっていた。1999年には世界初のArFドライスキャナーの開発に成功。しかし、2002年にオランダのASML社にシェアが抜かれて2位となった。2003年（平成15年）度は出荷台数で世界シェア44%（ガートナー調べ）と、首位1位を取り戻したが、2004年に再びASMLに抜かれて以降、シェアが下がり続けている。ニコンは、自社向けの露光装置の開発の為にニコンに莫大な開発費を投資し続けたインテル社の他は、東芝など日系半導体メーカーに露光装置を納入しており、そのため日系メーカーの撤退に伴ってシェアが下がり続け、次第にインテル一本足となり経営も悪化した。一方、ASML社は韓サムスン・台TSMCなど日米半導体協定によって成長したアジアの新興半導体メーカーに半導体露光装置を納入しており、そのため韓国・台湾メーカーの成長に伴ってシェアが上がり続けた。
2010年代に入ると半導体露光装置事業の慢性的な赤字が深刻化したため、2016年（平成28年）11月に構造改革の実施を発表し、ArF液浸露光装置の新モデル開発を縮小するなど半導体装置の開発費を削減し、加えてリストラで乗り切ることになった。その結果、半導体装置事業は2018年度に黒字化した。
ニコンが2002年に経営危機に陥った際、半導体世界最大手（当時）の米インテル社が露光装置の開発費100億円を負担した経緯もあって、2000年代以降はインテル社に半導体露光装置部門の経営を依存している。ニコンの市場シェアが下がり続け、2010年代以降に経営が悪化する中でも、インテルは2012年にニコンの次世代露光装置開発のために数百億円とされる開発費を負担するなど、インテルだけは頑なにニコンの露光装置を使い続けていた。2014年当時、競合する半導体露光装置メーカーであるキヤノンが最先端プロセスであるArFの開発から撤退してKrFとI線に絞り、またASMLが次世代ArF露光装置の開発を一時停止してまで実現の見通しが立たないEUV露光装置の開発に社運をかけていたのに対し、ArF液浸に社運を賭けるニコンはシェアは低いながらも2014年当時で世界最先端の半導体露光装置メーカーであり、インテルはニコンのArF液浸露光装置を用いて2014年当時で世界最先端である14 nm世代の半導体の製造に成功した。しかしASML社がEUV露光装置の開発に成功し、2010年代後半よりインテルの競合他社がASML社の製造したEUV露光装置の導入によって7 nm世代（またはそれ以降）の半導体を製造するなか、頑なにニコンのArF液浸露光装置を使い続けるインテルは7 nmプロセスの開発が大幅に遅れ、14 nm / 10 nm世代から移行できずに業績が悪化し、2018年には半導体世界2位に転落。インテルも7 nm世代ではASMLのEUV露光装置を導入することになり、2020年上半期にはニコンからインテルへの露光装置の納入が半減。同時に半導体装置の7～9割がインテル向けであるニコンの半導体装置事業の業績も悪化するリスクが懸念されている。
なお、ニコンが「次世代露光装置」としてインテルの支援を得ながら社運をかけて開発した450 mmウエハー対応ArF液浸露光装置は、2015年に予定通り試作機が完成し、2017年には量産機が出荷されるはずであったが、競合メーカーのEUV露光装置の実現とともに立ち消えになった。ただし、2021年現在のニコンとしては、競合メーカーのEUV露光装置の需要が伸びたとしても、ArF液浸露光装置の底堅い需要が2026年までは続くので、半導体露光装置事業は大丈夫だと考えている。

#### EUV露光装置
EUV露光装置に関しては、α機（プロトタイプ機）の制作までは進んでいた。
EUVに関しては、1986年（昭和61年）にNTTの木下博雄が提案した次世代露光技術の一つである極端紫外線（EUV）露光装置の開発を、1996年より日立中央研究所と合同で進めており、このプロジェクトは1998年には超先端電子技術開発機構（ASET）が参加して日本の国家プロジェクト「極端紫外線（EUV）露光システム開発プロジェクト（EUVA）」に格上げされ、キヤノンなど他のメーカーとも協力してオールジャパンで開発を進めて来た。EUVAと並行して行われたプロジェクト「半導体先端テクノロジーズ（Selete）」では、2008年につくば市の産総研スーパークリーンルームに設置された日本初となるEUV露光機「EUV1」において、30 nmの解像に成功した。その後ニコンはインテルに納入予定のEUV2号機と、2012年に発売予定の量産機の開発を進めていたが、小松製作所とウシオ電機の合弁会社（当時）であるギガフォトンが開発するはずであったEUV光源の出力が上がらないなど、EUVの実用化までの道のりはあまりに遠く、装置自体の高いコストと重厚長大さなどの問題点も明らかになって「コンコルドの誤謬」に鑑み（莫大な資源を投入し続けた結果、仮にEUVの実用化に成功したとしても、事業として成功させるのは難しいとの判断）、収益性を重視する姿勢で2010年代初頭に同開発から撤退した。この時点では人類に本当にEUVが実用化できるのか不透明であり、ニコンはArF液浸装置でシェア8割（当時）を占めるASMLに対し、最先端のArF液浸で新規顧客を開拓して反転攻勢に出るつもりであった。ニコンはSeleteの後継として2011年に発足した日本の国家プロジェクト「EIDEC」（キヤノンのEUV露光計測装置「HSFET」が設置された産総研スーパークリーンルームを使って、EUV露光装置以外のリソグラフィ工程を開発する）に解散まで一応参加していたが、EIDECは2015年に民間プロジェクトに格下げされた後、2019年に解散した。
一方で、ASMLは1999年よりEUのEUV開発プロジェクト「EUCLIDES」を主導しつつ、米国のEUV開発プロジェクト「EUV LLC」（1997年に米国の国立研究所とAT&T・インテル・AMDなどが共同で開始。後にIBM、マイクロンなども参加し、2005年までにEUV露光技術を用いた半導体の製造を目指した）にも参加を許可された。実用化までの困難さからキヤノン・ニコンが続々と撤退する中で、2012年にはアメリカの光源メーカーのサイマー社を買収するなど、社運を賭けてEUVの実用化に向けて開発を続けた結果、当初の予定から10年遅れながらついにEUV露光装置の実用化に成功し、最後の難関であった光源の出力も次第に増大して、2016年頃より7 nm世代以降の半導体の製造にはASMLの露光装置が不可欠となったために需要が増え、予想されていた欠点にもかかわらず事業を成立させている。

#### その他の精機事業
液晶ディスプレイの製造に用いるFPD（フラットパネルディスプレイ）露光装置の市場をキヤノンと二分しており、年度によってどちらかが上になったり下になったりしているが、2018年現在の市場シェアは金額ベースで58%とトップシェアを獲得している。スマホやタブレット用の中小型に強いキヤノンに対し、ニコンは4K・8K用の大型パネルに強く、特に2010年代後半には中国がFPDブームに沸く中で高額な第10.5世代FPD露光装置の市場を独占しているため、キヤノンに比べて販売台数は少ない物の、FPD製造装置の売上高においてはキヤノンを上回る好調が続いている。半導体装置事業が苦戦する中でもFPD露光装置事業で売上を確保しているため、ニコンの多くの事業が赤字となるなかでも精機事業は利益を出している。
2019年（令和元年）には、半導体露光装置によって培われた光利用技術と精密制御技術を活用する新事業として、光加工機を製品化している。造形・肉盛りといった金属3Dプリンタの要素から、マーキング、接合、研磨などの金属加工まで半導体レーザーによって高精度で可能な「Lasermeisterシリーズ」を発表。

## 子会社

### 国内

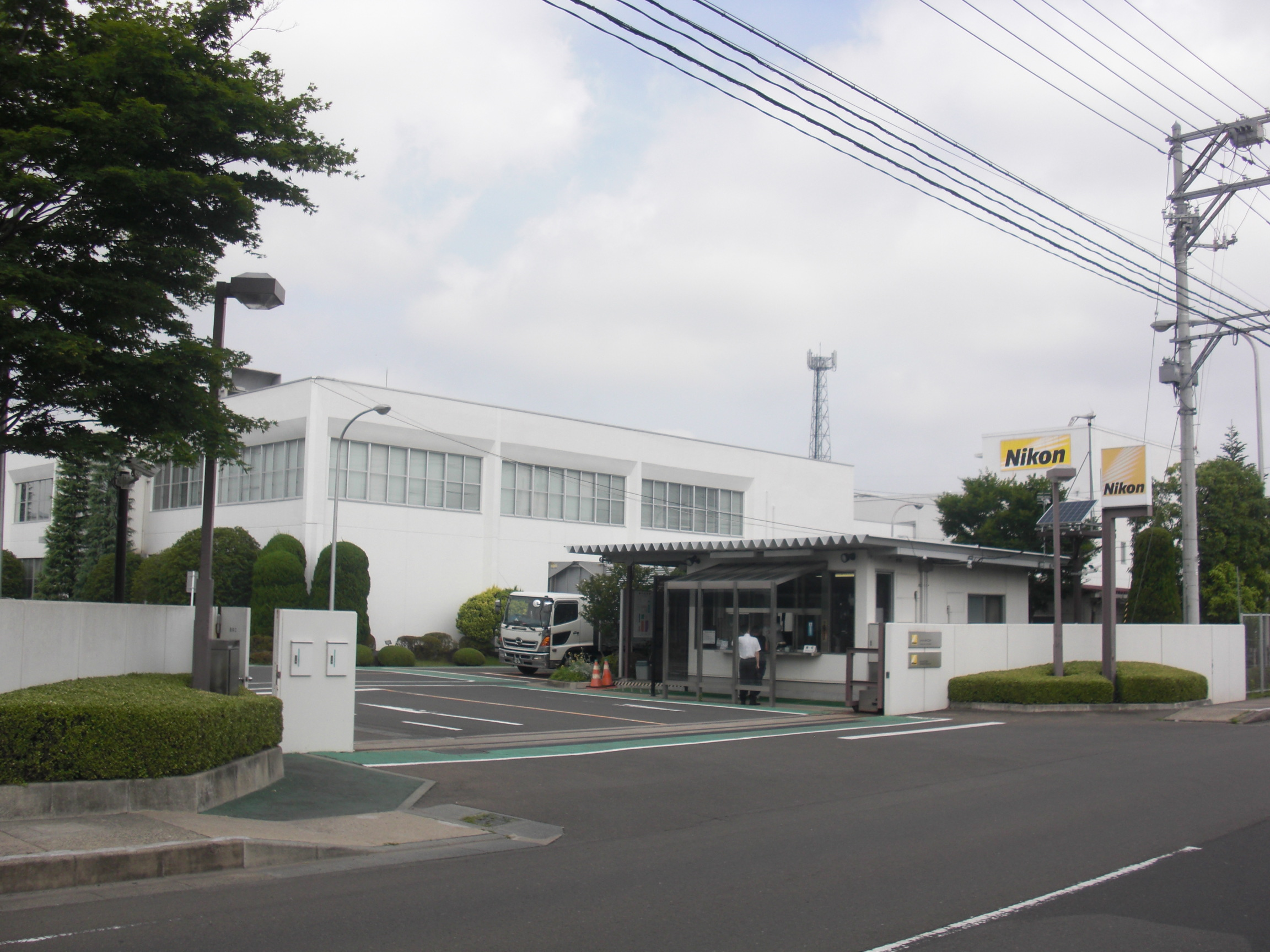
仙台ニコン（宮城県名取市）

- 栃木ニコン（交換レンズ、各種光学レンズなどの製造）
- 栃木ニコンプレシジョン（半導体/液晶露光装置、半導体/液晶露光装置用レンズの製造）
- 仙台ニコン（カメラ、液晶露光装置、半導体露光装置用ユニットなどの製造）
- 蔵王ニコン（半導体/液晶露光装置用ユニットの製造）
- 那須ニコン（眼鏡レンズなど）
- 愛知ニコン（眼鏡レンズなど）
- ニコンテック（半導体/液晶露光装置の保守サービス、中古機販売など）
- ニコンシステム（カメラ、半導体装置ソフトウェアの開発保守、業務系システムの開発保守）
- ニコン・トリンブル（測量機の開発、製造、販売、サービス）
- ニコンイメージングジャパン（カメラなどの販売、サービス、2008年（平成20年）に「ニコンカメラ販売」から社名を変更）
- ニコンソリューションズ（顕微鏡、測定機などの販売、保守サービス）
- 光ガラス（光学ガラス、光学ガラスプレス部品などの製造、販売）
- ニコンメガネ（メガネフレーム、メガネレンズなどの販売）
- ニコンアイウェア（メガネフレーム、サングラスの開発、製造、販売、サービス）
- ニコン・エシロール（エシロール眼鏡レンズと関連商品および補聴器の開発、製造、輸入、販売、流通、サービス）
- ニコンエンジニアリング（レーザー微細加工装置、特殊顕微鏡などの設計、製造、販売）
- ニコンビジネスサービス（福利厚生業務、資材調達業務、物流業務、知的財産関連業務）
- ニコンスタッフサービス（人材派遣、業務請負）
- ニコンつばさ工房（特例子会社。光学機械器具部品の加工、組立、梱包等）
- ニコンビジョン（望遠鏡、双眼鏡などの開発、製造、販売、サービス）
- ニコン・セル・イノベーション（再生医療向け細胞受託生産事業）

### 海外
- Nikon Optical Canada Inc
- Nikon Optical UK Limited.
- Nikon Optical USA Inc.
- 北京尼康眼鏡有限公司（北京ニコン）
- en:Mark Roberts Motion Control（AIカメラシステム、スタジオ用の人物AIトラッキングシステム）
- レッド・デジタル・シネマカメラ・カンパニー

## 歴代イメージキャラクター
ニコン初のコンパクトカメラ「ピカイチ」の発売までは、有名タレントを起用した広告宣伝は行っていなかった。
- ラトーヤ・ジャクソン（ピカイチ）
- 中原理恵 (ピカイチ)
- 三遊亭好楽(ピカイチ)
- 沢口靖子（ピカイチ）
- 月光仮面（ピカイチメイト）
- 松本孝美（F-401S）
- 山本美憂（F70）
- 目玉おやじ（ニコンミニ）
- MAX（プロネアS・ニュービスS・COOLPIX）
- 片岡孝夫（現・一五代目片岡仁左衛門）（ニコンSVエクセラ）
- 藤木直人（COOLPIX）
- 松嶋菜々子（U2・COOLPIX）
- 木村拓哉（Dシリーズ・COOLPIX・Nikon 1 V1/J1シリーズ）
- 本田翼（Nikon 1 J4）
- 小栗旬（Dシリーズ）
- 北村匠海

## 提供番組（全て過去）
- 名作の誕生（TBS） - 一社提供番組
- 関口宏のサンデーモーニング（TBS） - 複数社提供番組
- 地球発19時（毎日放送） - 同上
- 水曜ロードショー（日本テレビ） - 同上
- ワイルド7（日本テレビ） - 同上 ほか
  - 基本的にスポットCM中心。